# 성산효대학원대학교
성산효대학원대학교(聖山孝大學院大學敎, Sungsan Hyo University)는 인천광역시 남동구에 위치한 사립 대학원대학이다.
교명이자 국문 약칭으로 사용되는 성산(聖山)은 설립자이자 총장인 최성규의 호(號)인 것으로 알려졌다. 영문 약칭으로 HYO 등을 사용한다.

## 연혁
1997년 12월 5일, 학교법인 성산학원의 최성규에 의하여 성산효대학원대학교가 설립되었다. 이듬해 3월 개교하여 현재에 이르고 있다.

## 교육편제
성산효대학원대학교는 전문대학원 과정으로, 석사 7학과, 박사 1학과를 설치하고 있다.

## 같이 보기
- 인천순복음교회
- 최성규